# Arabis borealis
Arabis borealis är en korsblommig växtart som beskrevs av Antoni Lukianovich Andrzejowski och Carl Anton von Meyer. Arabis borealis ingår i släktet travar, och familjen korsblommiga växter. Inga underarter finns listade i Catalogue of Life.